# Wangat River
Der Wangat River ist ein Fluss im Osten des australischen Bundesstaates New South Wales.
Er entspringt unterhalb der Gloucester Tops im Barrington-Tops-Nationalpark. Von dort fließt er nach Südosten und mündet in den Lake Chichester und damit in den Chichester River.